# Aniva (maják)
Maják Aniva (rusky Мая́к Ани́ва, japonsky 中知 床 岬 灯台 – Nakaširetoko-misaki-mo:dai) je opuštěný ruský atomový maják na Anivském mysu na ostrově Sachalin na sivučském útesu. Věž je vysoká 31 metrů, světlo majáku se nachází ve výšce 40 metrů nad mořem. .

## Dějiny majáku

### Výstavba majáku
Anivský mys byl už v 19. století živou mořskou křižovatkou na cestě do Petropavlovsku-Kamčatského. Je obklopen kamennými břehy v nebezpečné mělké hloubce. Roku 1898 došlo k velké nehodě německé lodi Cosmopolitan poblíž Anivského mysu. Proto se začaly vytvářet první konkrétní návrhy na výstavbu velkého majáku, který by u nebezpečného pobřeží Anivského zálivu usnadnil orientaci.
Maják vybudovalo Japonsko, kterému jižní polovina Sachalinu v té době patřila. Od počátku se objevovaly velké problémy s výstavbou, protože veškerý materiál se musel dopravovat jen po moři loděmi, které se musely obejít bez majákové navigace. Tuto misi úspěšně splnila japonská loď Rošamaru, která patřila Východočínské železniční společnosti.
Autorem projektu byl inženýr Šinobu Miura, absolvent Vysoké školy technické v prefektuře Kanagawa. Náklady na výstavbu činily 600 000 jenů a stavba trvala od června 1937 do října 1939. Maják patřil do třetí třídy: ohnisková vzdálenost objektivu byla 500 mm, průměr 1000 mm.

### Technické údaje
Obyčejný dieselový generátor a záložní baterie, čtyři pracovníci obsluhující celý maják - to byly skromné začátky. Základem pro stavbu se stala skála Sivuča, kde vyrostla kulatá betonová věž s malým bočním prodloužením do oválného podstavce. Věž má devět pater. V suterénu byla nafta a baterie. První patro s přístavbou zabírala kuchyně a sklad potravin. Ve druhém byla rozhlasová místnost, velín a místnost hlídače. Třetí, čtvrté a páté patro byly obytné pokoje pro 12 osob. Ve střední části věže byla trubka, uvnitř které bylo zavěšeno kyvadlo o váze 270 kg. Toto kyvadlo se každé tři hodiny navíjelo pro pohyb optického systému. Dosah majáku byl 28 km. Roku 1968 došlo k vyztužení třetího patra betonovými bloky.

### Sovětské období
Po válce byl připojen maják spolu s jižním Sachalinem k SSSR, který si oblíbil megalomanské projekty. Anivský maják se stal jedním z nich. Sovětské úřady se rozhodly vybudovat řadu atomových majáků, které by osvětlovaly břehy Severního ledového oceánu. Speciálně pro tyto majáky byla vyrobena omezená série radioizotopových termoelektrických generátorů. Anivský maják tak byl schopen fungovat po mnoho měsíců bez jakékoliv přítomnosti člověka. Náklady na údržbu byly minimální a maják takto fungoval po desetiletí.

### Zkáza majáku
S rozpadem SSSR přišel i rozpad majáku. Ekonomika nového Ruska se propadla a nikdo se nestaral o údržbu vzdáleného majáku, který pracoval ještě do roku 2006 dokud v něm nedošlo jaderné palivo. V roce 1996 se objevilo o opuštěném atomovém majáku několik článků v ruských médiích, zmínila se tam naměřená radioaktivita v okolí, údajné nálezy lidských koster na skalách kolem majáku a zrodila se legenda o tajemném majáku, kde mizí lidé a jejich duše jsou tam uvězněny. Od roku 1996 se tak stal maják cílem hledačů záhad a nájezdníků, kteří maják dokonale vyplenili. K majáku se lze dostat motorovou lodí z cca 40 kilometrů vzdálené obce Novikovo.
V roce 2015 se v Rusku objevila petice za záchranu majáku jako historické památky. Úřady rozhodly, že ke konci roku 2015 začnou se záchranou majáku. Ještě ani v roce 2023 se s touto záchranou nezačalo, pouze v únoru 2023 bylo rozhodnuto vypracovat novou studii opravy majáku, vylepšení kotviště a provést základní údržbové práce.
V současnosti je Anivský maják denně erodován oceánskými proudy a poryvy větru. Správu rozpadajícího se majáku převzala sachalinská regionální televize Bumerang, která organizuje extrémní exkurze lovců záhad, ale také sbírky na záchranu majáku, píše publikace o historii opuštěné stavby.